# Coupe UEFA 1976-1977
Navigation
Édition précédente Édition suivante
La Coupe UEFA 1976-1977 est la sixième édition de la Coupe de l'UEFA, qui oppose les meilleurs clubs européens qualifiés grâce aux résultats de leur championnat national. Cette édition voit la Juventus s'imposer en finale contre la formation espagnole de l'Athletic Bilbao, qui est le premier club espagnol à atteindre la finale de la compétition. C'est la première Coupe de l'UEFA remportée par une équipe italienne et la première Coupe d'Europe gagnée par la Juventus.
L'attaquant de Queens Park Rangers, Stanley Bowles, remporte le titre de meilleur buteur avec onze réalisations.
Comme depuis quatre saisons, il n'y a pas d'équipe albanaise lors de cette édition. La Roumanie et la Hongrie obtiennent le droit de qualifier trois clubs, au détriment de l'URSS et de la Suède, qui n'en envoient que deux.
Le tenant du titre, l'équipe anglaise de Liverpool, ne participe pas à la compétition cette saison car il est qualifié pour la Coupe des clubs champions à la suite de son titre de champion d'Angleterre.

## Trente-deuxièmes de finale
| Équipe 1                    | Résultat | Équipe 2               | Aller  | Retour   |
| --------------------------- | -------- | ---------------------- | ------ | -------- |
| RCD Espanyol de Barcelone   | 4 - 3    | OGC Nice               | 3 - 1  | 1 - 2    |
| Hibernian FC                | 1 - 0    | FC Sochaux-Montbéliard | 1 - 0  | 0 - 0    |
| Dinamo Bucarest             | 1 - 2    | Milan AC               | 0 - 0  | 1 - 2    |
| Kuopion Palloseura          | 3 - 4    | Östers IF              | 3 - 2  | 0 - 2    |
| ASA Târgu Mureș             | 0 - 4    | Dinamo Zagreb          | 0 - 1  | 0 - 3    |
| FC Magdebourg               | 4 - 3    | AC Cesena              | 3 - 0  | 1 - 3    |
| Chakhtar Donetsk            | 4 - 1    | BFC Dynamo             | 3 - 0  | 1 - 1    |
| Fenerbahçe SK               | 2 - 5    | Videoton SC            | 2 - 1  | 0 - 4    |
| Sportul Studentesc Bucarest | 4 - 2    | Olympiakos             | 3 - 0  | 1 - 2    |
| Újpest Dózsa SC             | 1 - 5    | Athletic Bilbao        | 1 - 0  | 0 - 5    |
| SK Slavia Prague            | 2 - 3    | Akademik Sofia         | 2 - 0  | 0 - 3 ap |
| AEK Athènes FC              | 3e - 3   | Dynamo Moscou          | 2 - 0  | 1 - 3 ap |
| Austria Salzbourg           | 5 - 2    | Adanaspor              | 5 - 0  | 0 - 2    |
| FC Wacker Innsbruck         | 7 - 1    | IK Start               | 2 - 1  | 5 - 0    |
| Næstved BK                  | 0 - 7    | RWD Molenbeek          | 0 - 3  | 0 - 4    |
| Manchester City             | 1 - 2    | Juventus FC            | 1 - 0  | 0 - 2    |
| Queens Park Rangers         | 11 - 0   | SK Brann               | 4 - 0  | 7 - 0    |
| Eintracht Brunswick         | 7 - 1    | Holbæk B&I             | 7 - 0  | 0 - 1    |
| Red Boys Differdange        | 1 - 6    | KSC Lokeren            | 0 - 3  | 1 - 3    |
| Derby County                | 16 - 1   | Finn Harps             | 12 - 0 | 4 - 1    |
| 1. FC Cologne               | 3 - 1    | GKS Tychy              | 2 - 0  | 1 - 1    |
| Ajax Amsterdam              | 1 - 2    | Manchester United      | 1 - 0  | 0 - 2    |
| Inter Milan                 | 1 - 2    | Budapest Honvéd        | 0 - 1  | 1 - 1    |
| Celtic Football Club        | 2 - 4    | Wisła Cracovie         | 2 - 2  | 0 - 2    |
| Feyenoord Rotterdam         | 4 - 2    | Djurgårdens IF         | 3 - 0  | 1 - 2    |
| Fram Reykjavik              | 0 - 8    | Slovan Bratislava      | 0 - 3  | 0 - 5    |
| EN Paralimni                | 1 - 11   | 1. FC Kaiserslautern   | 1 - 3  | 0 - 8    |
| Glentoran Football Club     | 3 - 5    | FC Bâle                | 3 - 2  | 0 - 3    |
| FC Porto                    | 4 - 5    | Schalke 04             | 2 - 2  | 2 - 3    |
| CF Belenenses               | 4 - 5    | FC Barcelone           | 2 - 2  | 2 - 3    |
| PFK Lokomotiv Plovdiv       | 3 - 5    | Étoile Rouge Belgrade  | 2 - 1  | 1 - 4    |
| Grasshopper Club Zurich     | 9 - 0    | Hibernians FC          | 7 - 0  | 2 - 0    |

## Seizièmes de finale
| Équipe 1                    | Résultat       | Équipe 2                  | Aller | Retour |
| --------------------------- | -------------- | ------------------------- | ----- | ------ |
| FC Bâle                     | 2 - 4          | Athletic Bilbao           | 1 - 1 | 1 - 3  |
| Slovan Bratislava           | 5 - 8          | Queens Park Rangers       | 3 - 3 | 2 - 5  |
| Wisła Cracovie              | 2 - 2 (4-5tab) | RWD Molenbeek             | 1 - 1 | 1 - 1  |
| 1. FC Magdebourg            | 4 - 2          | Dinamo Zagreb             | 2 - 0 | 2 - 2  |
| Akademik Sofia              | 4 - 5          | Milan AC                  | 4 - 3 | 0 - 2  |
| FC Barcelone                | 3 - 2          | KSC Lokeren               | 2 - 0 | 1 - 2  |
| AEK Athènes FC              | 5 - 2          | Derby County              | 2 - 0 | 3 - 2  |
| Austria Salzbourg           | 2 - 2e         | Étoile Rouge Belgrade     | 2 - 1 | 0 - 1  |
| Hibernian Football Club     | 3 - 4          | Östers IF                 | 2 - 0 | 1 - 4  |
| Manchester United           | 1 - 3          | Juventus FC               | 1 - 0 | 0 - 3  |
| Chakhtar Donetsk            | 6 - 2          | Budapest Honvéd           | 3 - 0 | 3 - 2  |
| Sportul Studențesc Bucarest | 0 - 5          | Schalke 04                | 0 - 1 | 0 - 4  |
| FC Wacker Innsbruck         | 1 - 2          | Videoton SC               | 1 - 1 | 0 - 1  |
| Eintracht Brunswick         | 2 - 3          | RCD Espanyol de Barcelone | 2 - 1 | 0 - 2  |
| 1. FC Cologne               | 5 - 2          | Grasshopper Club Zurich   | 2 - 0 | 3 - 2  |
| 1. FC Kaiserslautern        | 2 - 7          | Feyenoord Rotterdam       | 2 - 2 | 0 - 5  |

## Huitièmes de finale
| Équipe 1                  | Résultat | Équipe 2              | Aller | Retour |
| ------------------------- | -------- | --------------------- | ----- | ------ |
| AEK Athènes FC            | 3e - 3   | Étoile Rouge Belgrade | 2 - 0 | 1 - 3  |
| Athletic Bilbao           | 5 - 4    | Milan AC              | 4 - 1 | 1 - 3  |
| RCD Espanyol de Barcelone | 0 - 3    | Feyenoord Rotterdam   | 0 - 1 | 0 - 2  |
| Juventus FC               | 3 - 1    | Chakhtar Donetsk      | 3 - 0 | 0 - 1  |
| 1. FC Magdebourg          | 5 - 1    | Videoton SC           | 5 - 0 | 0 - 1  |
| Östers IF                 | 1 - 8    | FC Barcelone          | 0 - 3 | 1 - 5  |
| Queens Park Rangers       | 4e - 4   | 1. FC Cologne         | 3 - 0 | 1 - 4  |
| RWD Molenbeek             | 2 - 1    | Schalke 04            | 1 - 0 | 1 - 1  |

## Quarts de finale
| Équipe 1            | Résultat       | Équipe 2       | Aller | Retour |
| ------------------- | -------------- | -------------- | ----- | ------ |
| Athletic Bilbao     | 4 - 3          | FC Barcelone   | 2 - 1 | 2 - 2  |
| Feyenoord Rotterdam | 1 - 2          | RWD Molenbeek  | 0 - 0 | 1 - 2  |
| 1. FC Magdebourg    | 1 - 4          | Juventus FC    | 1 - 3 | 0 - 1  |
| Queens Park Rangers | 3 - 3 (6-7tab) | AEK Athènes FC | 3 - 0 | 0 - 3  |

## Demi-finales
| Équipe 1      | Résultat | Équipe 2        | Aller | Retour |
| ------------- | -------- | --------------- | ----- | ------ |
| RWD Molenbeek | 1 - 1e   | Athletic Bilbao | 1 - 1 | 0 - 0  |
| Juventus FC   | 5 - 1    | AEK Athènes FC  | 4 - 1 | 1 - 0  |

## Finale
| Équipe 1    | Résultat | Équipe 2        | Aller | Retour |
| ----------- | -------- | --------------- | ----- | ------ |
| Juventus FC | 2e - 2   | Athletic Bilbao | 1 - 0 | 1 - 2  |